# Depressarites
Depressarites is een geslacht van vlinders van de familie sikkelmotten (Oecophoridae).

## Soorten
- D. blastuliferella Rebel, 1935
- D. levipalpella Rebel, 1935